# 奇瓦瓦沙漠
奇瓦瓦沙漠（英語：Chihuahuan Desert）是位于墨西哥北部和美国西南部的一片沙漠，面积达501,896 km2（193,783 sq mi），是北美洲最大的沙漠。
世界自然基金会认为这里是世界上物种多样性最高的沙漠。但由于过度放牧，沙漠环境遭到了极大的破坏，很多原生物种的生存空间都已经被入侵物种挤占，墨西哥狼几乎灭绝。现在该沙漠约7%的地区为环境保护区。

## 气候
这片沙漠主要是由于西马德雷山脉和东马德雷山脉的雨影形成的，年降水量平均为235 mm（9.3英寸）。唯一的雨季发生于每年六月到十月初，初冬也有少量的降水。奇瓦瓦沙漠海拔较高，约600—1,675米（1,969—5,495英尺），因此夏季并不十分炎热，气温在35至40 °C或95至104 °F之间，年均气温为24 °C（75 °F）。沙漠北部冬天酷寒，有可能发生雪暴。